# Harbin WZ-19
 (juillet 2013).
Si vous disposez d'ouvrages ou d'articles de référence ou si vous connaissez des sites web de qualité traitant du thème abordé ici, merci de compléter l'article en donnant les références utiles à sa vérifiabilité et en les liant à la section « Notes et références ».
Le Harbin WZ-19 (ou Z-19) est un hélicoptère de reconnaissance et d'attaque chinois. Le WZ-19 est une version armée du Harbin Z-9W. Il est en quelque sorte le cousin éloigné du Eurocopter AS365 Dauphin. Cet hélicoptère a été développé par HAMC pour équiper l'Armée populaire de libération.

## Historique
Hélicoptère apparu en 2011, nommé également Z-9W, proposé à l’export sous l’appellation WZ-19. Version d'attaque du Z-9, production locale du Eurocopter AS365 Dauphin. Apparue avec le marquage de la 8e brigade d'aviation de l’armée en avril 2012.

## Description

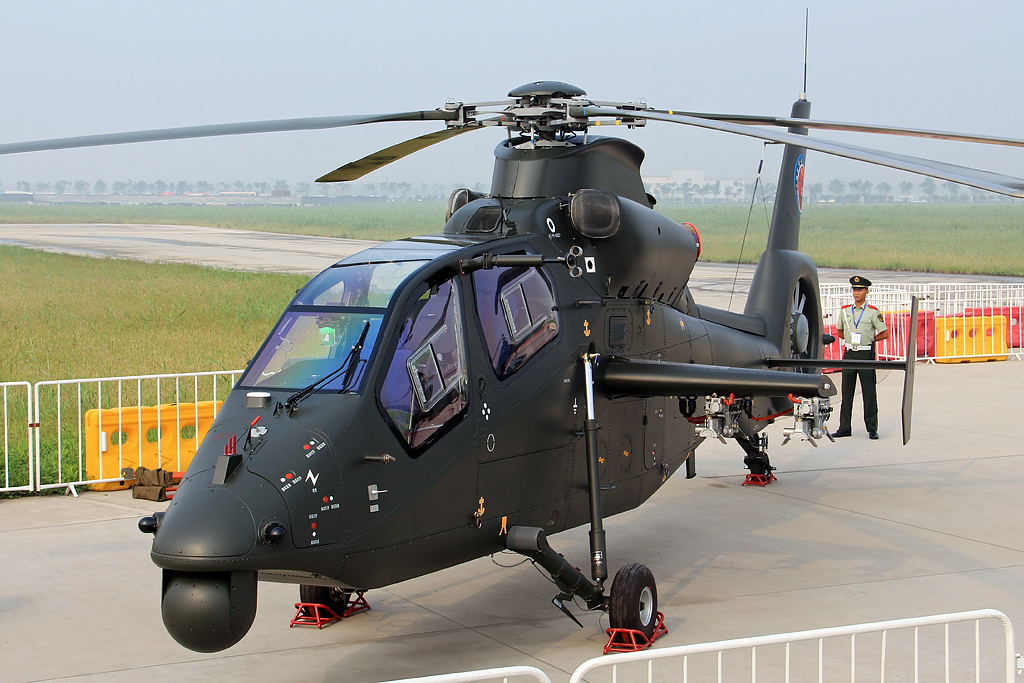
Un Z-19 en 2013.

Le WZ-19 est une version améliorée du Z-9W (similaire au développement du Bell AH-1 Cobra depuis le Bell UH-1 Huey). Il est aussi très semblable aux Eurocopter AS365 Dauphin construits sous licence en Chine.
Le WZ-19 dispose du queue fenestron, ce qui lui donne une furtivité sonore, et son rotor de quatre pales. Ces pots d'échappement protégés lui confère une protection face aux armes guidée par infrarouge. Il est aussi équipé de contre-mesure électronique.
Le cockpit du Harbin WZ-19 est renforcé pour pouvoir résister lors d'un crash.
Il est équipé d'une tourelle abritant le canon, celui-ci disposant d'un télémètre laser et de quatre points d'emport sous voilure.
Le pilote est quant à lui équipé d'un viseur tête haute ressemblant à ceux dont sont équipés les pilotes de CAIC WZ-10. Début 2014, il apparaît une version équipée d'un radar à ondes millimétriques montée sur le mat du rotor principal.
Le concepteur du WZ-19 s'appelle Wu Ximing, diplômé à l'université Najing, il a participé, quelques années plus tôt, aux programmes du Changhe Z-8, du Changhe Z-11, du Harbin Z-9W et du CAIC WZ-10.
Lors du Zhuhai Airshow, en 2012, le WZ-19 est présenté aux côtés du CAIC WZ-10.
Le WZ-10 a été surnommé 霹靂火 (Pi Li Huo, en français : Orage féroce) et le WZ-19 黑旋風 (Hei Xuan Feng, en français : Tourbillon noir), le surnom de Li Kui.

## Utilisateurs
- Aviation des forces terrestres de l'armée populaire de libération